# Atractosomus
Atractosomus – rodzaj chrząszcza z rodziny sprężykowatych. Jego gatunek typowy to Atractodes flavescens Germar, 1839, który ustanowił Hyslop.
Obecnie zasięg rodzaju obejmuje Amerykę Północną, Środkową i Południową.